# ウィリアム・J・アバナシー
ウィリアム・J・アバナシー（英語：William J. Abernathy、1933年11月21日 – 1983年12月29日）はアメリカ合衆国のハーバード・ビジネス・スクール教授。自動車産業の実証研究で知られ、アメリカ自動車産業の空洞化の要因について分析で、経営者はイノベーションや長期戦略について注力し意思決定をすべきと言う主張を行なった。

## 生涯
アメリカ合衆国テネシー州コロンビア生まれ、テネシー大学電気工学科を卒業、ハーバード・ビジネス・スクールで1964年に経営学修士、1967年に博士号を取得。
彼はアメリカの産業空洞化の要因は日本企業の台頭や労務問題ではないと初めて主張した一人であった。研究では、アメリカ自動車産業における製品と生産の密接な関係に着目した。「生産性のジレンマ」と言う概念を提唱し、アメリカの経営者は短期的利益に焦点を当て過ぎ、イノベーションや技術競争力確保を犠牲にしていると批判した。
またアバナシーは国際自動車計画（International Motor Vehicle Program）の設立に寄与した。